# Le Cycle de vie des objets logiciels
Le Cycle de vie des objets logiciels (titre original : The Lifecycle of Software Objects) est un roman court de science-fiction écrit par Ted Chiang et paru en 2010 puis traduit en français et paru dans le recueil Expiration publié en 2019 en langue originale puis traduit en français et paru en 2020.
Le Cycle de vie des objets logiciels a été récompensé par le prix Hugo du meilleur roman court 2011 et le prix Locus du meilleur roman court 2011.

## Résumé
Ana, une ancienne gardienne de zoo, commence à travailler pour la société de logiciels Blue Gamma. L’entreprise crée des « digimos », ou organismes digitaux. Derek Brooks, employé de Blue Gamma, a conçu le design des digimos en prenant pour base des animaux mais en leur donnant des mouvements maladroits et en rendant leurs corps moins parfaits. Les digimos sont relativement intelligents et possèdent un discours rudimentaire. Ana commence à s'occuper personnellement d'un digimo nommé Jax tandis que Derek en a pris en charge deux, Marco et Polo. Peu après, Blue Gamma commence à vendre des digimos comme animaux de compagnie virtuels.
Au fil des années, les digimos accumulent de l'expérience et deviennent plus intelligents, tout en développant leurs propres personnalités. Finalement, Blue Gamma fait faillite. Les digimos sont coupés du réseau. Derek et Ana commencent à collecter des fonds pour transférer les digimos vers un nouveau système. Mais ils ne trouvent pas suffisamment de donateurs. Ils s'orientent alors vers la recherche d'entreprises pour lesquelles les digimos seraient intéressants, tels qu'ils sont ou dans des versions modifiées dont le développement serait à effectuer. La seule entreprise intéressée propose la modification de la structure cérébrale des digimos afin de leur donner une sexualité dans le but de les vendre ensuite comme compagnons sexuels pour êtres humains. Derek et Ana débattent beaucoup des digimos et de ce que représente pour eux la nature du consentement, de l'expérience, de l'âge adulte et de la personnalité. Avec l'accord de ses deux digimos, Derek vend leurs droits à l'entreprise de jouets sexuels. Ana prévoit quant à elle de continuer à élever Jax, promettant de découvrir ce que l'âge adulte signifie pour un être numérique vivant à ses côtés.

## Accueil

### Critique
L'autrice Elizabeth Bear a fait l'éloge du Cycle de vie des objets logiciels pour son traitement de sujets complexes liés à l'intelligence artificielle, le qualifiant de « très particulier... de la meilleure façon possible ». Dans Publishers Weekly, l'auteur Charles Stross a de même fait l'éloge du roman court, le qualifiant de « chose très rare : un roman de science-fiction basé sur des idées et qui a un réel impact humain ».

### Distinctions
Le Cycle de vie des objets logiciels a remporté le prix Hugo du meilleur roman court 2011 et le prix Locus du meilleur roman court 2011.